# Джінджер Губер
Джінджер Губер (англ. Ginger Huber, 6 грудня 1974) — американська стрибунка у воду.
Призерка Чемпіонату світу з водних видів спорту 2013 року.